# Ulf Nordenhem
Ulf Nordenhem, född Ulf Olsson 27 juli 1957 i Karlskrona i Blekinge, är en svensk före detta fotbollsspelare (försvarare) som spelade nio säsonger i Allsvenskan med Kalmar FF. 
I augusti 2015 blev Nordenhem invald i Kalmar FFs Wall of Fame. 

## Spelarkarriär
Nordenhem började sin fotbollsbana i IF Trion. Med sin starka fysik och längd blev han en tuff försvarare med ett bra huvudspel. Han rekryterades år 1977 – fortfarande under namnet "Olsson" – till Kalmar FF från IF Trion och blev snabbt ordinarie i klubbens A-lag. Väl där höll han en plats under lång tid och missade sällan någon match. På 184 matcher i Allsvenskan för KFF gjorde Nordenhem 12 mål. 

### Spelstil
På grund av skicklighet med huvudet och sin styrka kunde Nordenhem ibland också spela som anfallare. Dock hade han en svaghet i den relativa bristen på snabbhet. 

## Tränarkarriär
Nordenhem hoppade kortvarigt in som tränare för Kalmar FF under krisåret 2000. Därefter har han även tränat flera mindre lokala klubbar som IFK Borgholm, Bergkvara AIF och Läckeby GoIF.

## Meriter
Kalmar FF
- Lilla silvret i Fotbollsallsvenskan 1977
- 2:a plats i Fotbollsallsvenskan 1985 (Dock ingen medalj då SM-slutspel vidtog där KFF förlorade mot blivande mästarna Örgryte IS i semifinal)
- Svenska cupen 1981

### Webbsidor
- ”Fredriksskans den 14 juni 1981”. Östra Småland. 13 juni 2015. Arkiverad från originalet den 18 december 2019. https://web.archive.org/web/20191218101708/http://www.ostrasmaland.se/feature/fredriksskans-den-14-juni-1981/. Läst 18 december 2019.
- Palmqvist, Klas (30 september 2016). ”80-talets allra bästa match”. Östra Småland. Arkiverad från originalet den 18 december 2019. https://web.archive.org/web/20191218101708/http://www.ostrasmaland.se/feature/80-talets-allra-basta-match/. Läst 18 december 2019.
- ”Bergkvara AIF - Ulf Nordenhem”. www.bergkvaraaif.se. Arkiverad från originalet den 18 december 2019. https://web.archive.org/web/20191218101702/http://www.bergkvaraaif.se/spelarfakta/ulfn.html. Läst 18 december 2019.
- ”Ny spelare till Wall of fame”. Kalmar FF. 18 augusti 2015. https://kalmarff.se/ny-spelare-till-wall-of-fame/. Läst 18 december 2019.
- ”Fotboll Sweden”. www.fotbollsweden.se. http://www.fotbollsweden.se/. Läst 18 december 2019.